# プラット・ロジャース・スペンサー
プラット・ロジャース・スペンサー（Platt Rogers Spencer (also Platt R. Spencer) 1800年11月7日 - 1864年5月16日）は、アメリカ合衆国の教師。筆記体の一つであるスペンサー式書写法（スペンセナリアン体）の創始者である。また、ビジネススクール運動にも参加した。

## 幼少期
1800年11月7日、ニューヨーク州イースト・フィッシュキルで生まれた。1806年に父親のケイレブが亡くなり、1810年に一家でオハイオ州ジェファーソンに移住したという。当時はまだ未開拓の地であった。プラットは文章を書くことが好きになったが、当時、紙の入手が困難であったため、白樺の皮、砂、氷、雪、母の聖書の余白のページ、そして靴屋の許可を得て店の革に書いたという。

## 経歴
1815年には、初めてライティングの授業を行い、1816年から1821年までは、事務員や帳簿係を務め、1821年から1824年までは、法律、ラテン語、英文学、書写を学び、庶民の学校で教えたり、商人の本を書き上げたりした。1824年には、聖職に就くために大学への入学を考えたが、アルコール依存症（酒を飲む習慣が蔓延していたことで悪化した）のため、入学しなかった。
ニューヨークで教鞭をとり、ジェリコに丸太小屋を利用したスペンサー神学校を設立した。また、オハイオ州でも教えていたが、1832年にはアルコールを断つことができ、完全な禁酒家となった。彼はその後の人生でも禁酒を提唱した。改心後すぐに公職に就き、12年間郡の会計係を務めた。彼はアシュタブラ郡の初期の歴史を収集するのに貢献し、アメリカの歴史にも深い関心を持っていた。彼は反奴隷主義の運動に積極的に参加し、普遍的な自由の擁護者であった。
スペンサーは、米国のビジネス・カレッジの設立に尽力し、その成長と発展を促した。彼は、教師としての仕事、ビジネス記録を残すためのペンマンシップのシステム、そして講義を組み合わせた。ブライアント＆ストラットンカレッジは、スペンサーの教え子たちによってアメリカの50以上の都市に設立され、スペンサーもその教育機関に関わっていた。1863年の冬、スペンサーは、ニューヨークのブルックリンにあるビジネス・カレッジで最後の講義を行った。スペンサーは、オハイオ州のジュネーブとクリーブランド、ペンシルベニア州のピッツバーグに学校を開いた。

## 出版物
彼のペンマンシップに関する最初の出版物は、1848年に『Spencer and Rice's System of Business and Ladies' Penmanship』というタイトルで、ヴィクター・M・ライスと積極的に協力して発行され、後に『Spencerian or Semi-Angular Penmanship』というタイトルで出版された。ペンマンシップに関するその他の出版物は、1855年から1863年にかけて出版された。また、1886年には『New Spencerian Compendium』を完成させている。

## 栄誉
プラット・ロジャース・スペンサー文書はシカゴのニューベリー図書館にあり、アシュタブラ郡地区図書館システムのジュネーブ支部のスペンサー・アーカイバル・ルームには、スペンサー一家全員の伝記的な資料が収められている。スペンサーはまた、自分の名を冠した小学校を持つという栄誉にあずかった。1937年、ジュネーヴのイースト・ジュネーヴ・ルーラル小学校は、プラット・R・スペンサー小学校に改名され、1961年からは、幼稚園から6年生までの生徒が通っている。2012年8月24日、オハイオ州ジュネーヴ市は、アシュタブラ郡西部地区裁判所の再除幕式で、スペンサー・モニュメントが除幕された。

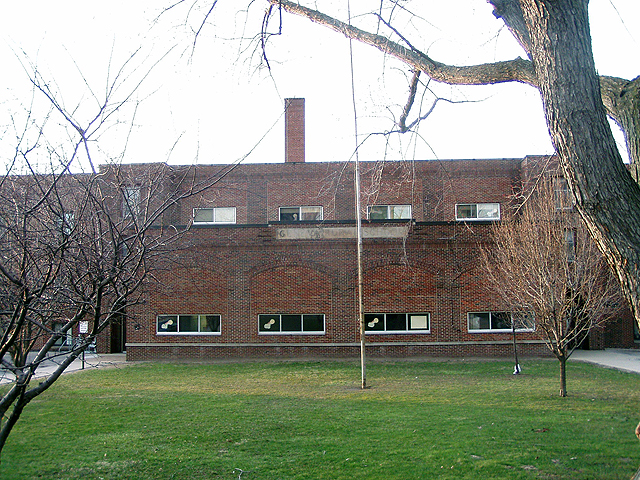
プラット・R・スペンサー小学校（2006年）

## 参照
- Copperplate script
- Round hand
- Spencerian Script

## 関連リンク
- The National Cyclopaedia of American Biography: being the history .... 8. New York: James T White and Company. (1900). p. 11
- Short biography on Spencer
- Spencerian Steel Pen Co.
- Platt R. Spencer papers at the Newberry Library in Chicago